# Картаев, Владислав Дмитриевич
Владисла́в Дми́триевич Карта́ев (род. 10 февраля 1992, Челябинск) — российский хоккеист, центральный нападающий «Норильска».

## Биография
Внук хоккеиста и тренера Анатолия Картаева, племянник журналиста Павла Картаева. Воспитанник челябинского хоккея. Начал карьеру в 2009 году в составе уфимского клуба Молодёжной хоккейной лиги «Толпар», выступая до этого за его фарм-клуб, а также юношеские команды родного челябинского «Трактора». В своём первом сезоне в МХЛ провёл 39 игр, в которых набрал 19 (12+7) очков. В сезоне 2010/11 благодаря успешной игре в «Толпаре» начал привлекаться к играм за «Салават Юлаев», который в том году стал обладателем Кубка Гагарина. Также в сезоне вместе с партнёрами по «Толпару» стал бронзовым призёром МХЛ.
28 октября 2011 года в матче против московского «Спартака» забросил первую шайбу в КХЛ, а уже спустя три дня стал игроком ярославского «Локомотива», который, в связи с трагедией 7 сентября, воспользовался правом набирать игроков в возрасте от 17 до 22 лет, имеющих действующие контракты с клубами КХЛ и ВХЛ. 3 ноября в матче против оренбургских «Белых тигров», который завершился со счётом 2:1 в пользу ярославцев, дебютировал в составе молодёжной команды «Локо» и сразу же сделал голевую передачу.
21 мая 2019 года подписал однолетнее соглашение с «Салаватом Юлаевым». 30 апреля 2023 года покинул клуб.

### Карьера в сборной
В составе юниорской сборной России принимал участие в чемпионате мира 2010 года, на котором вместе с командой занял 4 место, набрав 3 (1+2) очка в 6 проведённых матчах.

## Статистика
| Легенда | Легенда                    | Легенда | Легенда                   | Легенда | Легенда    |
| ------- | -------------------------- | ------- | ------------------------- | ------- | ---------- |
| И       | Количество проведённых игр | Штр     | Штрафное время            | +/−     | Плюс-минус |
| Г       | Голы                       | П       | Голевые передачи          | О       | Очки       |
| -       | Статистика неизвестна      | —       | Статистика не учитывалась |         |            |

## Достижения
Командные
| Год        | Команда             | Достижение                                   | Достижение |
| ---------- | ------------------- | -------------------------------------------- | ---------- |
| 2009       | Россия (юниор.)     | Серебряный призёр Мемориала Ивана Глинки     |            |
| 2011       | Толпар              | Бронзовый призёр МХЛ                         |            |
| 2014, 2017 | Локомотив Ярославль | Бронзовый призёр чемпионата России / КХЛ (2) |            |